# John Cryer
John Robert Cryer (ur. 11 kwietnia 1964 w Darwen) – brytyjski polityk Partii Pracy, deputowany Izby Gmin, syn Ann i George'a, mąż Ellie.

## Działalność polityczna
W okresie od 1 maja 1997 do 5 maja 2005 reprezentował okręg wyborczy Hornchurch, a od 6 maja 2005 reprezentuje okręg wyborczy Leyton and Wanstead w brytyjskiej Izbie Gmin.